# Возвышенный объект идеологии
Возвышенный объект идеологии — книга словенского философа и культуролога Славой Жижека, изданная в 1989 году.

## Содержание
В своей книге Славой Жижек преследует три цели. Во-первых, его труд «служит введением к некоторым основным понятиям лакановского психоанализа». Во-вторых, «возродить гегелевскую диалектику, перечитав её на основе лакановского психоанализа». В-третьих, «уточнить некоторые аспекты теории идеологии, заново перечитав ряд классических мотивов (товарный фетишизм и так далее) и несколько главных концептов Лакана»
Само название труда очерчивает теоретико-философские рамки, в которых будет работать автор. В центре внимания словенского философа оказывается идеология, как явление, пригодное к рассмотрению через несколько философских призм. В первую очередь, он рассматривает её как нечто по-кантовски «возвышенное», что-то абсолютно обширное и могущественное, находящееся за пределами всякого восприятия и объективного понимания. Также важную роль в рассмотрении данного феномена играет лакановское понятие «объекта» или, иными словами, «недостижимый объект желания». И непосредственно само понятие идеологии в рассмотрении Жижека уходит корнями в марксистскую теорию. Славой Жижек отмечает, что идеология есть не столько ложное сознание действительности, а, скорее, сама по себе действительность просто в особой форме.
В «Возвышенном объекте идеологии» Жижек объединяет марксизм и психоанализ, сравнивая способы, которыми понятие симптома проходит через работы Карла Маркса и Зигмунда Фрейда. Маркс, по мнению Жижека, изобрёл симптом «вскрыв некий разрыв, асимметрию, некий „патологический“ дисбаланс, опровергающий универсализм буржуазных „прав и обязанностей“». Таким образом, экономические наблюдения Маркса роднятся с тем, о чём писал Фрейд в своём труде «Психопатология обыденной жизни», и, следовательно, изыскания Маркса и Фрейда продуктивно рассматривать не отдельно друг от друга, а помня об их взаимосвязанности.
Согласно мнению Анны Матвеевой в своём труде словенский философ занимается развитием довольно отвлечённых тем — «в частности, перекладывает гегелевскую „Феноменологию духа“ на лакановские рельсы». Именно в сочетании подходов, в поиске общих мест и пересечений дискурсов состоит важный вклад Славой Жижека в современную ему постмодернистскую философию. Сам автор убеждён в том, что между Лаканом и Гегелем существует глубокая взаимосвязь: «„сохранить Гегеля“ можно, только прибегнув к Лакану, и, в свою очередь, прочтение Гегеля и его наследия через Лакана способствует новому пониманию идеологии, позволяя нам „схватить“ современные феномены идеологии (цинизм, „тоталитаризм“, неустойчивость демократии) без того, чтобы стать жертвой определённого рода „постмодернистских“ ловушек (например, той иллюзии, что мы находимся в „постидеологических“ условиях)».
Таким образом, в своём труде Жижек представляет читателю не столько набор законченных мыслей, сколько философское исследование того, в какой форме могут существовать мысли и философия в целом. Ведь если подобраться к «возвышенному объекту» слишком близко, то он утратит свою возвышенность, что, по мнению Жижека, сделает затруднительным реальное исследование интересующего его предмета: «если нам удастся „узнать слишком много“, проникнуть к истинным закономерностям социальной действительности — эта действительность может оказаться разрушенной».

## Метод
Славой Жижек является признанным лидером люблянской психоаналитической школы. Данную школу психоаналитического анализа можно охарактеризовать, указав на такие черты как 1) опора на Лакана, 2) добавление к нему марксистского социального анализа (в первую очередь Альтюссера), 3) использование некоторых приёмов структурной антропологии. Соединив всё это, можно вывести методологию, используемую философом в труде «Возвышенный объект идеологии».

## Отзывы
Данный труд философа сумел привлечь к себе интерес. Несмотря на то, что сам Славой Жижек всё ещё остаётся довольно противоречивой фигурой, труд «Возвышенный объект идеологии» завоевал сердца многих искушённых читателей и получил хвалебные отзывы. Сам Жижек считает данную книгу своей лучшей работой. В свою очередь британский психолог и психоаналитик Иан Паркер пишет, что этот труд «широко считается его [Жижека] шедевром». Также выдающийся социальный теоретик и социолог Энтони Эллиот отмечает, что данная работа Жижека представляет собой «провокационную реконструкцию критической теории от Маркса до Альтюссера, переосмысленную в рамках лакановского психоанализа».